# Mariona Quadrada Monteverde
Mariona Quadrada Monteverde   (Reus, 1956) és una cuinera, escriptora i política catalana.
Es va llicenciar en filologia catalana l'any 1979 per la Universitat de Barcelona. El 1984 va crear l'escola de cuina Taller de Cuina Mariona Quadrada a Reus i, des de llavors, es dedica a la docència culinària. L'any 1996 va presentar la ponència "El Paisatge de Secà" dins l'àmbit del 2n Congrés Català de la Cuina.
Ha publicat més de quaranta llibres i diversos articles sobre cuina i gastronomia. Ha participat en múltiples projectes per a institucions, programes de ràdio, televisió i escriu articles per a diverses publicacions. Els seus darrers llibres publicats són Peix, marisc i bacallà, un regal de l'aigua (Cossetània Edicions, 2006) i Amanides, la frescor de la terra (Cossetània Edicions, 2008). També ha publicat Històries trobades (narrativa amb Rosa Pagès Pallisé, Reus, 2001) i Un enigma a la cuina (novel·la juvenil amb Rosa Pagès Pallisé, Barcelona: Eumo, 1998). El 2010 va ser la pregonera de la Festa Major de Sant Pere de Reus.
El 13 de juny de 2015 va ocupar el càrrec de regidora del Ajuntament de Reus després d'haver-se presentat a les eleccions municipals del 24 de maig de 2015 pel grup municipal de la CUP.